# Чантырья
Чантырья — село в России, находится в Кондинском районе, Ханты-Мансийского автономного округа — Югры. Входит в состав Сельского поселения Мулымья.
Основано 25 сентября 1924 года.
Население на 1 января 2008 года составляло 742 человека.
Почтовый индекс — 628233, код ОКАТО — 71116924001.

## Статистика населения
| Год  | Численность постоянного населения (среднегодовая) |
| ---- | ------------------------------------------------- |
| 2002 |                                                   |
| 2008 | 742                                               |
| 2010 |                                                   |

## Климат
Климат резко континентальный, зима суровая, с сильными ветрами и метелями, продолжающаяся пять−шесть месяцев. Лето относительно тёплое, но быстротечное.